# Kleine Linsenmuschel
Die Kleine Linsenmuschel (Kurtiella bidentata), auch Zweizähnige Linsenmuschel genannt, ist eine Muschel-Art aus der Familie der Linsenmuscheln (Montacutidae). Sie ist im östlichen Nordatlantik und bis ins Mittelmeer verbreitet.

## Merkmale
Das gleichklappige Gehäuse wird bis etwa 6 mm lang, es ist jedoch meist deutlich kleiner. Es ist ungleichseitig, der Wirbel ist deutlich hinter der Mittellinie. Die Dicke variiert, einige Exemplare sind deutlich aufgebläht. Das Gehäuse ist im Umriss annähernd eiförmig. Der vordere Dorsalrand ist fast gerade und fällt mäßig stark ab. Der Vorderrand ist breit gerundet, der Ventralrand mäßig gekrümmt. Der hintere Dorsalrand ist kurz und eingesenkt. Der Hinterrand wirkt etwas trunkiert und ist deutlich enger gerundet als der Vorderrand. Die lange Lunula ist flach und eng.
Die Oberfläche ist nur mit feinen konzentrischen Anwachsstreifen und unregelmäßigen Wachstumsunterbrechungen skulptiert. Der innere Rand ist glatt. Das Ligament liegt intern unter den Wirbeln. Die rechte Klappe hat einen kräftigen seitlichen Lateralzahn entlang des Ligaments. Die linke Klappe weist ebenfalls einen Lateralzahn auf. Die Mantellinie ist ganzrandig.
Die weißliche Schale ist dünn und wirkt zerbrechlich. Das Periostracum ist ebenfalls dünn, blass und oft mit Eisen- oder Manganablagerungen bedeckt. Der Prodissoconch misst 400–580 µm. Der Prodissoconch I ist glatt, der Prodissoconch II zeigt schwache randparallele Anwachslinien.

## Geographische Verbreitung, Lebensraum und Lebensweise
Das Verbreitungsgebiet der Art erstreckt sich im östlichen Nordatlantik von Nordnorwegen entlang der europäischen Küste bis nach Südspanien und Marokko sowie in das Mittelmeer. Bisher gibt es keine gesicherten Nachweise von Westafrika (südlich von Marokko) oder den atlantischen Inseln.
Die Tiere kommen vom Intertidal bis in etwa 100 Meter Wassertiefe vor. Im Intertidal leben sie in schlammgefüllten Spalten, in den etwas tieferen Bereichen im Schlamm oder schlammigen Sand. Sie sind oft mit dem Schlangenstern Acrocnida brachiata oder Amphiura-Arten vergesellschaftet, oder werden in den Bauten von Spritzwurm-Arten der Gattung Golfingia sowie in den Röhren von Nereis- und Barnea-Arten gefunden.
Der Lebenszyklus dauert etwa drei bis selten vier Jahre. Die Eier werden in der Mantelhöhle zurückgehalten und dort befruchtet. Sie entwickeln sich dort zu planktotrophen Veliger-Larven mit einer Gehäusegröße bzw. -länge von 150 µm, die dann ins freie Wasser entlassen werden. Sie gehen nach mehreren Wochen als Pediveliger zum Bodenleben und zur Metamorphose über. Im zweiten Jahr produzieren die meisten Tiere bereits Spermien, nur wenige auch zusätzlich Eier. In anderen Populationen kommen in dieser Altersklasse fast ausschließlich Männchen vor, nur wenige sind simultane Hermaphroditen. Im dritten Jahr reifen bei allen Tieren auch die Oozyten heran. Die Tiere sind nun funktionelle Männchen und Weibchen. Die Spermien werden in Form von Spermienpaketen übertragen und in besonderen Sammeltaschen (Receptacula seminis) im Mantel der Weibchen aufbewahrt. Die Eier müssen so nicht gleichzeitig mit den Spermien erzeugt werden. Einige wenige Tiere erleben noch ein viertes Jahr.

## Taxonomie
Das Taxon wurde 1803 von George Montagu als Mya bidentata erstmals beschrieben. Sie wurde bisher häufig zur Gattung Mysella Angas, 1877 gestellt. Es ist die Typusart der Gattung Kurtiella Gofas & Salas, 2008.

## Belege

### Online
- Marine Bivalve Shells of the British Isles: Kurtiella bidentata (Montagu, 1803) (Website des National Museum Wales, Department of Natural Sciences, Cardiff)